# 722 Frieda
Frieda (asteróide 722) é um asteróide da cintura principal, a 1,8573568 UA. Possui uma excentricidade de 0,14498 e um período orbital de 1 169,42 dias (3,2 anos).
Frieda tem uma velocidade orbital média de 20,20845879 km/s e uma inclinação de 5,63812º.
Esse asteróide foi descoberto em 18 de Outubro de 1911 por Johann Palisa.